# Cylicolaimus obtusidens
Cylicolaimus obtusidens är en rundmaskart som beskrevs av E. Ditlevsen 1926. Cylicolaimus obtusidens ingår i släktet Cylicolaimus och familjen Leptosomatidae. Inga underarter finns listade i Catalogue of Life.